# Hopman Cup 2000
Résultats détaillés de l'édition 2000 du tournoi de tennis professionnel mixte Hopman Cup.
La Hopman Cup 2000 est la 12e édition du tournoi. Huit équipes mixtes participent à la compétition finale, la huitième équipe étant qualifiée au cours de play-off (la Thaïlande validant son ticket d'entrée contre le Japon). La compétition se dispute selon les modalités dites du « round robin » : séparées en deux poules de quatre équipes, les deux premières de chacune sont conviées à se disputer le titre en finale. Chaque confrontation entre deux pays consiste en trois phases : un simple dames, un simple messieurs et un double mixte décisif.
Le tournoi, qui commence le 1er janvier au Burswood Entertainment Complex, se déroule à Perth, en Australie.

## Parcours
| No | Équipe                             | Résultat       | Ultimes adversaires                     |
| -- | ---------------------------------- | -------------- | --------------------------------------- |
| 1  | Amanda Coetzer Wayne Ferreira      | Victoire       | Tamarine Tanasugarn Paradorn Srichaphan |
| 2  | Åsa Carlsson Jonas Björkman        | 2e du groupe A | 2 victoires 1 défaite                   |
| 3  | Dominique Van Roost Xavier Malisse | 3e du groupe A | 1 victoire 2 défaites                   |
| 4  | Jelena Dokić Mark Philippoussis    | 3e du groupe B | 1 victoire 2 défaites                   |

| No | Équipe                                  | Résultat        | Ultimes adversaires                     |
| -- | --------------------------------------- | --------------- | --------------------------------------- |
| 1  | Tamarine Tanasugarn Paradorn Srichaphan | Finale          | Amanda Coetzer Wayne Ferreira           |
| 2  | Alexandra Stevenson James Blake         | 4e du groupe A  | 1 victoire 2 défaites                   |
| 3  | Barbara Schett Stefan Koubek            | 2e du groupe B  | 2 victoires 1 défaite                   |
| 4  | Henrieta Nagyová Karol Kučera           | 4e du groupe B  | 0 victoire 2 défaites                   |
| 5  | Ai Sugiyama Takao Suzuki                | tour de barrage | Tamarine Tanasugarn Paradorn Srichaphan |

## Match de barrage
|  | Équipe 1  | Score | Équipe 2 |  |
|  | Thaïlande | 2 – 1 | Japon    |  |

## Matchs de poule
L'équipe en tête de chaque poule se voit qualifiée pour la finale.

### Groupe A

#### Classements
| #   | Équipe victorieuse | Adversaire     | Score |
| 1er | Afrique du Sud     | Belgique       | 3 - 0 |
| 2e  | Suède              | États-Unis     | 3 - 0 |
| 3e  | Afrique du Sud     | Suède          | 2 - 1 |
| 4e  | Belgique           | États-Unis     | 2 - 1 |
| 5e  | États-Unis         | Afrique du Sud | 2 - 1 |
| 6e  | Suède              | Belgique       | 2 - 1 |

| #   | Pays           | Points | Matchs | Sets   |
| --- | -------------- | ------ | ------ | ------ |
| 1re | Afrique du Sud | 2 - 1  | 6 - 3  | 13 - 6 |
| 2e  | Suède          | 2 - 1  | 6 - 3  | 12 - 6 |
| 3e  | Belgique       | 1 - 2  | 3 - 6  | 7 - 14 |
| 4e  | États-Unis     | 1 - 2  | 3 - 6  | 8 - 14 |

#### Matchs détaillés
|  | Équipe 1       | Score | Équipe 2 |  |
|  | Afrique du Sud | 3 – 0 | Belgique |  |

| Ordre des matchs | Joueurs             | Points au premier set | Points au second set | Points au troisième set |
| ---------------- | ------------------- | --------------------- | -------------------- | ----------------------- |
| 1                | Amanda Coetzer      | 6                     | 6                    |                         |
| 1                | Dominique Van Roost | 4                     | 2                    |                         |
|                  |                     |                       |                      |                         |
| 2                | Wayne Ferreira      | 6                     | 6                    |                         |
| 2                | Xavier Malisse      | 2                     | 3                    |                         |
|                  |                     |                       |                      |                         |
| 3 (sans enjeu)   | Coetzer - Ferreira  | 7                     | 6                    |                         |
| 3 (sans enjeu)   | Van Roost - Malisse | 5                     | 3                    |                         |

|  | Équipe 1 | Score | Équipe 2   |  |
|  | Suède    | 3 – 0 | États-Unis |  |

| Ordre des matchs | Joueurs             | Points au premier set | Points au second set | Points au troisième set |
| ---------------- | ------------------- | --------------------- | -------------------- | ----------------------- |
| 1                | Åsa Carlsson        | 6                     | 6                    |                         |
| 1                | Alexandra Stevenson | 4                     | 4                    |                         |
|                  |                     |                       |                      |                         |
| 2                | Jonas Björkman      | 6                     | 7                    |                         |
| 2                | James Blake         | 3                     | 5                    |                         |
|                  |                     |                       |                      |                         |
| 3 (sans enjeu)   | Carlsson - Björkman | 6                     | 6                    |                         |
| 3 (sans enjeu)   | Stevenson - Blake   | 3                     | 3                    |                         |

|  | Équipe 1       | Score | Équipe 2 |  |
|  | Afrique du Sud | 2 – 1 | Suède    |  |

| Ordre des matchs | Joueurs                 | Points au premier set | Points au second set | Points au troisième set |
| ---------------- | ----------------------- | --------------------- | -------------------- | ----------------------- |
| 1                | Amanda Coetzer          | 6                     | 6                    |                         |
| 1                | Åsa Carlsson            | 4                     | 0                    |                         |
|                  |                         |                       |                      |                         |
| 2                | Wayne Ferreira          | 6                     | 6                    |                         |
| 2                | Jonas Björkman          | 4                     | 4                    |                         |
|                  |                         |                       |                      |                         |
| 3 (sans enjeu)   | Coetzer - Ferreira      | 63                    | 3                    |                         |
| 3 (sans enjeu)   | Åsa Carlsson - Björkman | 7                     | 6                    |                         |

|  | Équipe 1 | Score | Équipe 2   |  |
|  | Belgique | 2 – 1 | États-Unis |  |

| Ordre des matchs | Joueurs             | Points au premier set | Points au second set | Points au troisième set |
| ---------------- | ------------------- | --------------------- | -------------------- | ----------------------- |
| 1                | Dominique Van Roost | 4                     | 6                    | 4                       |
| 1                | Alexandra Stevenson | 6                     | 1                    | 6                       |
|                  |                     |                       |                      |                         |
| 2                | Xavier Malisse      | 7                     | 3                    | 6                       |
| 2                | James Blake         | 63                    | 6                    | 3                       |
|                  |                     |                       |                      |                         |
| 3                | Van Roost - Malisse | 6                     | 3                    | 6                       |
| 3                | Stevenson - Blake   | 4                     | 6                    | 2                       |

|  | Équipe 1   | Score | Équipe 2       |  |
|  | États-Unis | 2 – 1 | Afrique du Sud |  |

| Ordre des matchs | Joueurs             | Points au premier set | Points au second set | Points au troisième set |
| ---------------- | ------------------- | --------------------- | -------------------- | ----------------------- |
| 1                | Alexandra Stevenson | 3                     | 1                    |                         |
| 1                | Amanda Coetzer      | 6                     | 6                    |                         |
|                  |                     |                       |                      |                         |
| 2                | James Blake         | 6                     | 6                    |                         |
| 2                | Wayne Ferreira      | 4                     | 4                    |                         |
|                  |                     |                       |                      |                         |
| 3                | Stevenson - Blake   | 65                    | 6                    | 6                       |
| 3                | Coetzer - Ferreira  | 7                     | 3                    | 2                       |

|  | Équipe 1 | Score | Équipe 2 |  |
|  | Suède    | 2 – 1 | Belgique |  |

| Ordre des matchs | Joueurs                 | Points au premier set | Points au second set | Points au troisième set |
| ---------------- | ----------------------- | --------------------- | -------------------- | ----------------------- |
| 1                | Åsa Carlsson            | 2                     | 3                    |                         |
| 1                | Dominique Van Roost     | 6                     | 6                    |                         |
|                  |                         |                       |                      |                         |
| 2                | Jonas Björkman          | 6                     | 6                    |                         |
| 2                | Xavier Malisse          | 4                     | 3                    |                         |
|                  |                         |                       |                      |                         |
| 3                | Åsa Carlsson - Björkman | 6                     | 7                    |                         |
| 3                | Van Roost - Malisse     | 1                     | 5                    |                         |

### Groupe B

#### Classements
| #   | Équipe victorieuse | Adversaire | Score |
| 1er | Autriche           | Slovaquie  | 2 - 1 |
| 2e  | Thaïlande          | Australie  | 2 - 1 |
| 3e  | Australie          | Autriche   | 2 - 1 |
| 4e  | Thaïlande          | Slovaquie  | 3 - 0 |
| 5e  | Autriche           | Thaïlande  | 2 - 1 |
| 6e  | Japon              | Australie  | 3 - 0 |

| #   | Pays      | Points | Matchs | Sets    |
| --- | --------- | ------ | ------ | ------- |
| 1re | Thaïlande | 2 - 1  | 6 - 3  | 10 - 9  |
| 2e  | Autriche  | 2 - 1  | 5 - 4  | 13 - 11 |
| 3e  | Australie | 1 - 2  | 3 - 6  | 7 - 10  |
| 4e  | Slovaquie | 0 - 2  | 1 - 5  | 5 - 9   |

#### Matchs détaillés
|  | Équipe 1 | Score | Équipe 2  |  |
|  | Autriche | 2 – 1 | Slovaquie |  |

| Ordre des matchs | Joueurs          | Points au premier set | Points au second set | Points au troisième set |
| ---------------- | ---------------- | --------------------- | -------------------- | ----------------------- |
| 1                | Barbara Schett   | 6                     | 6                    |                         |
| 1                | Henrieta Nagyová | 2                     | 3                    |                         |
|                  |                  |                       |                      |                         |
| 2                | Stefan Koubek    | 6                     | 0                    | 3                       |
| 2                | Karol Kučera     | 4                     | 6                    | 6                       |
|                  |                  |                       |                      |                         |
| 3                | Schett - Koubek  | 6                     | 3                    | 6                       |
| 3                | Nagyová - Kučera | 2                     | 6                    | 3                       |

|  | Équipe 1  | Score | Équipe 2  |  |
|  | Thaïlande | 2 – 1 | Australie |  |

| Ordre des matchs | Joueurs                 | Points au premier set | Points au second set | Points au troisième set |
| ---------------- | ----------------------- | --------------------- | -------------------- | ----------------------- |
| 1                | Tamarine Tanasugarn     | 6                     | 6                    |                         |
| 1                | Jelena Dokić            | 1                     | 4                    |                         |
|                  |                         |                       |                      |                         |
| 2                | Paradorn Srichaphan     | 1                     | 4                    |                         |
| 2                | Mark Philippoussis      | 6                     | 6                    |                         |
|                  |                         |                       |                      |                         |
| 3                | Tanasugarn - Srichaphan | 3                     | 6                    | 6                       |
| 3                | Dokić - Philippoussis   | 6                     | 3                    | 4                       |

|  | Équipe 1  | Score | Équipe 2 |  |
|  | Australie | 2 – 1 | Autriche |  |

| Ordre des matchs | Joueurs               | Points au premier set | Points au second set | Points au troisième set |
| ---------------- | --------------------- | --------------------- | -------------------- | ----------------------- |
| 1                | Jelena Dokić          | 1                     | 6                    | 7                       |
| 1                | Barbara Schett        | 6                     | 2                    | 5                       |
|                  |                       |                       |                      |                         |
| 2                | Mark Philippoussis    | 6                     | 3                    | 6                       |
| 2                | Stefan Koubek         | 3                     | 6                    | 1                       |
|                  |                       |                       |                      |                         |
| 3 (sans enjeu)   | Dokić - Philippoussis | 5                     | 3                    |                         |
| 3 (sans enjeu)   | Schett - Koubek       | 7                     | 6                    |                         |

|  | Équipe 1  | Score | Équipe 2  |  |
|  | Thaïlande | 3 – 0 | Slovaquie |  |

| Ordre des matchs | Joueurs                 | Points au premier set | Points au second set | Points au troisième set |
| ---------------- | ----------------------- | --------------------- | -------------------- | ----------------------- |
| 1                | Tamarine Tanasugarn     | 6                     | 2                    | 6                       |
| 1                | Henrieta Nagyová        | 2                     | 6                    | 1                       |
|                  |                         |                       |                      |                         |
| 2                | Paradorn Srichaphan     | 4                     | 7                    | 6                       |
| 2                | Karol Kučera            | 6                     | 62                   | 2                       |
|                  |                         |                       |                      |                         |
| 3 (sans enjeu)   | Tanasugarn - Srichaphan |                       |                      |                         |
| 3 (sans enjeu)   | Nagyová - Kučera        |                       | forfait              |                         |

|  | Équipe 1 | Score | Équipe 2  |  |
|  | Autriche | 2 – 1 | Thaïlande |  |

| Ordre des matchs | Joueurs                 | Points au premier set | Points au second set | Points au troisième set |
| ---------------- | ----------------------- | --------------------- | -------------------- | ----------------------- |
| 1                | Barbara Schett          | 7                     | 3                    | 3                       |
| 1                | Tamarine Tanasugarn     | 62                    | 6                    | 6                       |
|                  |                         |                       |                      |                         |
| 2                | Stefan Koubek           | 6                     | 6                    |                         |
| 2                | Paradorn Srichaphan     | 3                     | 1                    |                         |
|                  |                         |                       |                      |                         |
| 3                | Schett - Koubek         | 8                     |                      |                         |
| 3                | Tanasugarn - Srichaphan | 73                    |                      |                         |

|  | Équipe 1 | Score | Équipe 2  |  |
|  | Japon    | 3 – 0 | Australie |  |

| Ordre des matchs | Joueurs               | Points au premier set | Points au second set | Points au troisième set |
| ---------------- | --------------------- | --------------------- | -------------------- | ----------------------- |
| 1                | Ai Sugiyama           | 6                     | 6                    |                         |
| 1                | Jelena Dokić          | 4                     | 3                    |                         |
|                  |                       |                       |                      |                         |
| 2                | Takao Suzuki          |                       |                      |                         |
| 2                | Mark Philippoussis    |                       | forfait              |                         |
|                  |                       |                       |                      |                         |
| 3 (sans enjeu)   | Sugiyama - Suzuki     |                       |                      |                         |
| 3 (sans enjeu)   | Dokić - Philippoussis |                       | forfait              |                         |

## Finale
La finale de la Hopman Cup 2000 se joue entre l'Afrique du Sud et la Thaïlande. 
|  | Équipe 1       | Score | Équipe 2  |  |
|  | Afrique du Sud | 3 – 0 | Thaïlande |  |